# Odysseus Velanas
Odysseus (Ody) Velanas (Grieks: Ὀδυσσεύς Βελανάς) (Samos, 5 juni 1998) is een Grieks-Nederlandse voetballer, die met ingang van het seizoen 2023/24 uitkomt voor PEC Zwolle, nadat hij zich bij eerste-divisionist NAC Breda tot een spelbepalende speler had ontwikkeld. Hij speelt bij voorkeur als aanvallende middenvelder.

## Clubcarrière

### Jong FC Utrecht
In de jeugd speelde hij bij VV Jonathan uit Zeist, waarna hij in seizoen 2013-2014 de definitieve overstap maakt naar de jeugdopleiding van FC Utrecht. Hij stroomde in 2016 door vanuit de jeugd van FC Utrecht. Op 5 augustus 2016 debuteerde hij voor Jong FC Utrecht in de Eerste divisie tegen NAC Breda. Hij viel in de rust in voor Maarten Peijnenburg. De club uit Breda won de openingswedstrijd van het seizoen 2016/17 met 4–1 na treffers van Jeff Stans, Cyriel Dessers, Bodi Brusselers en Gianluca Nijholt. Jong Utrecht scoorde tegen via Rodney Antwi.

### FC Utrecht
Op 20 augustus 2017 maakte Velanas zijn debuut in de Eredivisie. Tegen Willem II kwam hij in de 82e minuut het veld op als vervanger van Zakaria Labyad. Vooralsnog maakt hij vooral speelminuten in Jong FC Utrecht. Verder zat hij op de bank in beide Europese wedstrijden tegen Lech Poznan en de thuiswedstrijd tegen Zenit St. Petersburg.

### Helmond Sport
In 2019 werd Velanas voor een half seizoen verhuurd aan Helmond Sport. Onder trainer Rob Alflen kwam hij na de winterstop tot slechts tot 6 wedstrijden doordat hij kampte met een hamstringblessure. Hij eindigde dat seizoen met Helmond Sport op de laatste plaats in de Eerste divisie.

### NAC Breda
Sinds zijn overstap naar NAC heeft Velanas zich daar ontwikkeld tot een belangrijke speler. Hij kwam in twee seizoenen bij NAC tot 72 wedstrijden. Hierin kwam hij tot 26 doelpunten en elf assists, het gros hiervan verzameld in zijn tweede seizoen in Breda. Velanas sloot het seizoen 2021-2022 af als topscorer in Breda (de vertrokken Ralf Seuntjens niet meegerekend). Ook in het seizoen 2022-2023 was hij met veertien goals topscorer voor de Bredanaars, net voor Jort van der Sande. Velanas was ook als linksbuiten de spelmaker.

### PEC Zwolle
In de zomer van 2023 tekende Velanas een contract voor drie seizoenen bij het net gepromoveerde PEC Zwolle.

## Carrièrestatistieken
| Seizoen                   | Club            | Land            | Competitie      | Competitie | Competitie | Beker | Beker | Internationaal | Internationaal | Overig | Overig | Totaal | Totaal |
| Seizoen                   | Club            | Land            | Competitie      | Wed.       | Dlp.       | Wed.  | Dlp.  | Wed.           | Dlp.           | Wed.   | Dlp.   | Wed.   | Dlp.   |
| ------------------------- | --------------- | --------------- | --------------- | ---------- | ---------- | ----- | ----- | -------------- | -------------- | ------ | ------ | ------ | ------ |
| 2016/17                   | FC Utrecht      | Nederland       | Eredivisie      | 0          | 0          | 0     | 0     | –              | –              | 0      | 0      | 0      | 0      |
| 2016/17                   | Jong FC Utrecht | Nederland       | Eerste divisie  | 30         | 2          | –     | –     | –              | –              | –      | –      | 30     | 2      |
| 2017/18                   | FC Utrecht      | Nederland       | Eredivisie      | 2          | 0          | 0     | 0     | 0              | 0              | 0      | 0      | 2      | 0      |
| 2017/18                   | Jong FC Utrecht | Nederland       | Eerste divisie  | 18         | 0          | –     | –     | –              | –              | –      | –      | 18     | 0      |
| 2018/19                   | FC Utrecht      | Nederland       | Eredivisie      | 0          | 0          | 0     | 0     | –              | –              | 0      | 0      | 0      | 0      |
| 2018/19                   | Jong FC Utrecht | Nederland       | Eerste divisie  | 13         | 1          | –     | –     | –              | –              | –      | –      | 13     | 1      |
| 2018/19                   | → Helmond Sport | Nederland       | Eerste divisie  | 6          | 0          | –     | –     | –              | –              | –      | –      | 6      | 0      |
| 2019/20                   | FC Utrecht      | Nederland       | Eredivisie      | 0          | 0          | 0     | 0     | –              | –              | 0      | 0      | 0      | 0      |
| 2019/20                   | Jong FC Utrecht | Nederland       | Eerste divisie  | 27         | 7          | –     | –     | –              | –              | –      | –      | 27     | 7      |
| 2020/21                   | FC Utrecht      | Nederland       | Eredivisie      | 1          | 0          | 0     | 0     | –              | –              | 0      | 0      | 1      | 0      |
| 2020/21                   | Jong FC Utrecht | Nederland       | Eerste divisie  | 20         | 6          | –     | –     | –              | –              | –      | –      | 20     | 6      |
| 2021/22                   | NAC Breda       | Nederland       | Eerste divisie  | 30         | 10         | 4     | 0     | –              | –              | 2      | 0      | 36     | 10     |
| 2022/23                   | NAC Breda       | Nederland       | Eerste divisie  | 30         | 14         | 3     | 1     | –              | –              | 3      | 1      | 36     | 16     |
| 2023/24                   | PEC Zwolle      | Nederland       | Eredivisie      | 31         | 5          | 1     | 0     | –              | –              | 0      | 0      | 32     | 5      |
| 2024/25                   | PEC Zwolle      | Nederland       | Eredivisie      | 29         | 0          | 1     | 0     |                |                | 0      | 0      | 30     | 0      |
| Carrière totaal           | Carrière totaal | Carrière totaal | Carrière totaal | 235        | 45         | 9     | 1     | 0              | 0              | 5      | 1      | 251    | 47     |
| Bijgewerkt op 19 mei 2025 |                 |                 |                 |            |            |       |       |                |                |        |        |        |        |